# At San Quentin
Az 1969-es At San Quentin Johnny Cash koncertlemeze, melyet a San Quentin Állami Börtön rabjainak tartott koncertjén rögzítettek. A fellépést a Granada Television filmként is rögzítette.
Az eredeti LP kiadáson megváltoztatták a dalok sorrendjét, néhány számot pedig kihagytak, valószínűleg helyszűke miatt. A 2000-es CD kiadás nevének (At San Quentin (The Complete 1969 Concert)) ellenére nem tartalmazza az eredeti koncert vágatlan változatát, de szerepelnek rajta az eredeti kiadásról kimaradt dalok, és a dalok sorrendje megfelel a fellépésnek. A Jackson és az Orange Blossom Special dalok csak a DVD-kiadásra kerültek fel.
Az albumot több Grammy-díjra jelölték, köztük Az év albumára. A lemez végül a Best Male Country Vocal Performance kategóriában nyert a Boy Named Sue dalért.
Szerepel az 1001 lemez, amit hallanod kell, mielőtt meghalsz című könyvben.

## Az album dalai

### Eredeti kiadás (1969)
| 1. | Wanted Man           | Bob Dylan, Johnny Cash                        | 3:24 |
| 2. | Wreck of the Old 97  | hangszerelte Cash, Bob Johnston, Norman Blake | 2:05 |
| 3. | I Walk the Line      | Johnny Cash                                   | 3:29 |
| 4. | Darling Companion    | John Sebastian                                | 3:21 |
| 5. | Starkville City Jail | Johnny Cash                                   | 6:15 |

| 1. | San Quentin                       | Johnny Cash      | 4:07 |
| 2. | San Quentin                       | Johnny Cash      | 3:13 |
| 3. | A Boy Named Sue                   | Shel Silverstein | 3:59 |
| 4. | (There'll Be) Peace in the Valley | Thomas A. Dorsey | 2:30 |
| 5. | Folsom Prison Blues               | Johnny Cash      | 4:24 |

### CD-kiadás (2000)
|     | Cím                                                                    | Szerző(k)                                         | Hossz |
| --- | ---------------------------------------------------------------------- | ------------------------------------------------- | ----- |
| 1.  | Big River                                                              | Johnny Cash                                       | 1:56  |
| 2.  | I Still Miss Someone                                                   | J. Cash, Roy Cash                                 | 1:52  |
| 3.  | Wreck of the Old 97                                                    | hangszerelte Cash, Johnston, Blake                | 2:05  |
| 4.  | I Walk the Line                                                        | Johnny Cash                                       | 3:29  |
| 5.  | Darlin' Companion                                                      | Sebastian                                         | 3:21  |
| 6.  | I Don't Know Where I'm Bound                                           | T. Cuttie                                         | 2:24  |
| 7.  | Starkville City Jail                                                   | Johnny Cash                                       | 6:15  |
| 8.  | San Quentin                                                            | Johnny Cash                                       | 4:07  |
| 9.  | San Quentin                                                            | Johnny Cash                                       | 3:13  |
| 10. | Wanted Man                                                             | Dylan                                             | 3:24  |
| 11. | A Boy Named Sue                                                        | Silverstein                                       | 3:59  |
| 12. | (There'll Be) Peace in the Valley                                      | Dorsey                                            | 2:30  |
| 13. | Folsom Prison Blues                                                    | Johnny Cash                                       | 4:24  |
| 14. | Ring of Fire                                                           | June Carter, Merle Kilgore                        | 2:07  |
| 15. | He Turned the Water Into Wine                                          | Johnny Cash                                       | 4:01  |
| 16. | Daddy Sang Bass                                                        | Carl Perkins                                      | 2:43  |
| 17. | The Old Account Was Settled Long Ago                                   | L. R. Dalton                                      | 2:16  |
| 18. | Folsom Prison Blues/I Walk the Line/Ring of Fire/The Rebel-Johnny Yuma | Cash/Cash/Carter, Kilgore/R. Markowitz, A. Fenady | 5:08  |

## Helyezések

### Album (U.S. Billboard Charts)
| Év   | Lista          | Helyezés |
| ---- | -------------- | -------- |
| 1969 | Country Albums | 1        |
| 1969 | Pop Albums     | 1        |

### Kislemezek (U.S. Billboard Charts)
| Év   | Kislemez        | Lista           | Helyezés |
| ---- | --------------- | --------------- | -------- |
| 1969 | A Boy Named Sue | Country Singles | 1        |
| 1969 | A Boy Named Sue | Pop Singles     | 2        |

## Közreműködők
- Johnny Cash – ének, akusztikus gitár
- June Carter Cash – ének
- Carter Family – ének, autoharp, gitár
- Marshall Grant – basszusgitár
- W.S. Holland – dobok
- Carl Perkins – elektromos gitár
- Bob Wootton – elektromos gitár
- The Statler Brothers – ének